# Nepoměřice
Nepoměřice (en allemand : Nepomierschitz) est une commune du district de Kutná Hora, dans la région de Bohême-Centrale, en République tchèque. Sa population s'élevait à 212 habitants en 2020.

## Géographie
Nepoměřice se trouve à 6 km à l'est d'Uhlířské Janovice, à 11,5 km au sud-ouest de Kutná Hora et à 57 km à l'est-sud-est de Prague.
La commune est limitée par Košice et Malešov au nord, par Chlístovice à l'est et au sud, et par Onomyšl à l'ouest et au nord-ouest.

## Histoire
La première mention écrite de la localité date de 1287.

## Administration
La commune se compose de trois quartiers :
- Nepoměřice
- Bedřichov
- Miletice

## Transports
Par la route, Nepoměřice se trouve à 9 km d'Uhlířské Janovice, à 16 km de Kutná Hora et à 80 km de Prague.